# رومانوس سوم
رومانوس سوم با عنوان کامل رومانوس سوم آرگیروس (به یونانی: Ρωμανός Γ΄ Αργυρός, Rōmanos III Argyros) (به انگلیسی: Romanos III Argyros) (زادهٔ پیرامون ۹۶۸ — درگذشتهٔ ۱۱ آوریل ۱۰۳۴) امپراتور بیزانس از ۱۰۲۸ تا ۱۰۳۴ بود.

## زندگی‌نامه
رومانوس یکی از از اشراف‌زادگان نه‌چندان برجستهٔ بیزاسی بود که کنستانتین هشتم، امپراتور وقت او را وادار به ازدواج با دختر خود زوئه نمود و بدین ترتیب او را پیش از مرگش جانشین خود ساخت. کنستانتین در نوامبر ۱۰۲۸ درگذشت و رومانوس با عنوان رومانوس سوم با زوئه مقدونی بر تخت امپراتوری نشست.
رومانوس سوم در دوران حکومتش تلاش نمود تا همچون فرمانروایی توانا عمل نماید اما در بیشتر کارهایش موفقیتی به‌دست نیاورد زیرا که تمام قدرت عملا در دست همسرش امپراتریس زوئه بود که در سلطنت با همسرش شریک بود از این رو فرامین امپراتور در مقابل فرمان های زوئه معتبر نبود زیرا که زوئه وارث حقیقی بیزانس و دودمان مقدونیه بود و حمایت تمام مردم و سنا پشتش بود. کوشش‌های او به‌منظور کاهش فشار ناشی از مالیات‌ها به آشفته‌سازی امور مالی مربوط به دولت انجامید و لشکرکشی عظیمش علیه تهاجمات مسلمانان در مرزهای شرقی که خود فرماندهی آن را در ۱۰۳۰ برعهده داشت نتیجه‌ای جز شکست در اعزاز (در سوریه امروزی) برای او در برنداشت.
رومانوس سوم در ۱۱ آوریل ۱۰۳۴ و احتمالاً با مسموم‌شدن به‌دست همسرش درگذشت.